# نادي توسكر
نادي توسكر هو نادي كرة قدم كيني مقره في العاصمة نيروبي. يعتبر ثالث نادي ناجح في كينيا ولديه تسعة بطولات بالدوري الكيني وثلاث ألقاب بكأس كينيا. بالإضافة إلى أربعة ألقاب ببطولة كيسافا لأندية شرق أفريقيا.